# Contea di Lake (California)
La contea di Lake, in inglese Lake County, è una contea dello Stato della California, negli Stati Uniti. La popolazione al censimento del 2000 era di 58 309 abitanti. Il capoluogo di contea è Lakeport.

## Geografia fisica
La contea si trova nella California settentrionale, a nord della San Francisco Bay Area. L'U.S. Census Bureau certifica che l'estensione della contea è di 3443 km², di cui 3258 km² composti da terra e i rimanenti 185 km² composti di acqua. Il territorio è prevalentemente montuoso. Nella contea si trova il lago Clear, il lago più grande interamente situtato in California. L'emissario principale è il Cache Creek. Gli altri fiumi maggiori sono: Putah Creek, Forbes Creek, Scotts Creek, Middle Creek, e Kelsey Creek. Nell'estremo nord della contea si trova il Lago Pillsbury, lago artificiale creato dal fiume Eel.

### Contee confinanti
- Contea di Glenn - nord-est
- Contea di Colusa - est
- Contea di Yolo - sud-est
- Contea di Napa - sud
- Contea di Sonoma - sud-ovest
- Contea di Mendocino - ovest

## Storia
L'area era abitata da nativi Pomo, quando arrivarono i coloni spagnoli nel 1821. La contea di Lake venne costituita nel 1861 da parte dei territori della contea di Napa. Prende il nome dal lago Clear.

## Infrastrutture e trasporti

### Principali strade ed autostrade
- California State Route 20
- California State Route 29
- California State Route 175

## Comuni
Nella contea si trovano le cities di Clearlake e Lakeport (capoluogo).

### Census-designated places[7]
| - Clearlake Oaks - Clearlake Riviera - Cobb - Hidden Valley Lake | - Kelseyville - Lower Lake - Lucerne - Middletown | - Nice - North Lakeport - Soda Bay - Spring Valley - Upper Lake |